# Басиров, Талыпкали Аккалыевич
Талыпкали Аккалыевич Басиров (род. 17 июня 1987 года в  Волгоградской области) — российский кикбоксер и тренер по кикбоксингу. Имеет звание мастер спорта, тренер высшей категории. Бронзовый призер чемпионата России 2010 года Серебряный призер чемпионата России 2012 года , член сборной России по кикбоксингу в 2012-2013 годах в разделе фулл-контакт с лоу-киком в весовой категории до 63,5 кг.

## Титулы и достижения
- Любительский спорт
  - 2010. Бронзовый призер чемпионата России в разделе фулл-контакт с лоу-киком.
  - 2012. Серебряный призер чемпионата России года в разделе фулл-контакт с лоу-киком в весовой категории до 63,5 кг
  - 2012-2013. Член сборной России по кикбоксингу в разделе фулл-контакт с лоу-киком в весовой категории до 63,5 кг.

Тренер сборной команды Волгоградской области с 2014 года.

### Личный тренер
- Жигайлов, Артем Андреевич. Мастер спорта международного класса. Чемпион России 2014, 2015, 2016 годов, победитель первенства мира 2012 года, чемпион Европы 2014 года, чемпион мира 2015 года, бронзовый призёр чемпионата Европы 2016 года.
- Пышненко Дмитрий. Бронзовый призер первенства России 2016 года в разделе фул-контакт с лоу-киком[2]
- Плотников Сергей. Серебряный призер первенства мира 2016 года в разделе К-1[2]
- Богомолова Анастасия. Победитель первенства Европы по кикбоксингу 2017 года в разделе К-1[3]
- Чугунова Анастасия. Победитель первенства мира по кикбоксингу 2018 года в разделе К-1[4]. Серебряный призер первенства Европы 2019[5]
- Песецкий Вячеслав. Победитель первенства мира по кикбоксингу 2018 года в разделе К-1[4]
- Волков Артем. Серебряный призер первенства Европы 2019[5]